# ديوس (امازيغي)
ديوس أحد زعماء الأمازيغ في منتصف القرن الرابع ميلادي، وابن الملك نوبل، والأخ غير الشقيق لزماك، وشقيق غيلدون، ماسيزيل، سياريا، مازوكا، والثائر فرموس (حكم 372-375م) الذي حاول الانفصال بحكمه عن فالنتينيان الأول (حكم 364-375). مع اندلاع تمرد فرموس ضد روما في عام 372م، دعمه ديوس إلى جانب مازوكا و ماسيزيل. في عام 374م، قاد مع ماسيزيل قوة مشتركة من الأمازيغ ضد حملة القائد الروماني ثيودوسيوس الأكبر، لكنه هُزم و مات على اثرها.